# Besksöta
Besksöta, bittersöta (Solanum dulcamara) är en halvbuske med slingrande växtsätt.

## Beskrivning
Ibland kan grenarna vara förlängda till ett par meter, och då vanligen slingrande några få varv i en mycket utdragen spiral kring buskar eller ungträd. Växten luktar illa.
Den blommar under juli och augusti. Blommorna är violetta med tydliga gula ståndare och de efterföljande bären är ovala och klarröda.

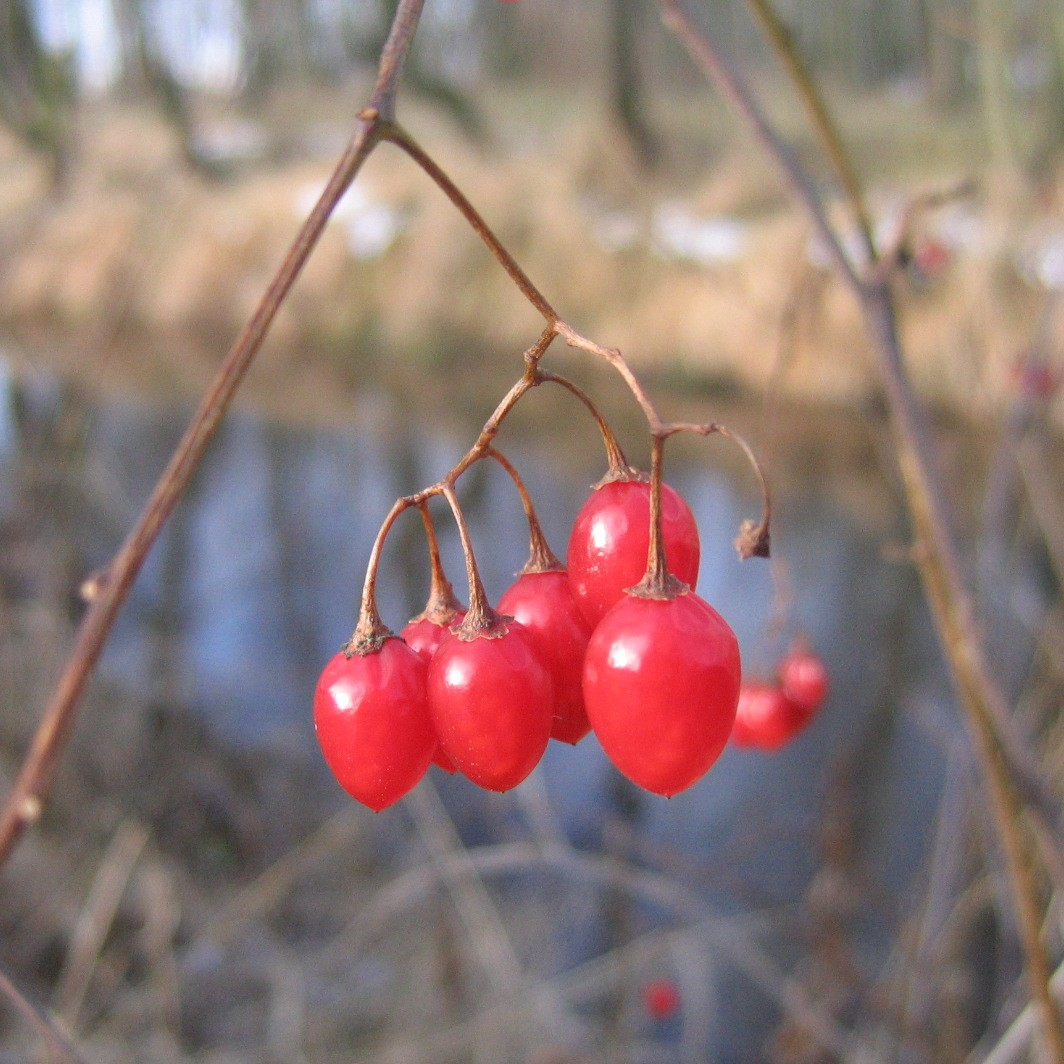
Mogna bär

Ibland odlas en vitblommande sort.

## Biotop
Besksötans växtlokaler är skuggrika och fuktiga ställen, helst bland snår vid sjö- och bäckstränder, vegetationsrika platser.

## Habitat
Besksöta förekommer från södra Sverige upp till mellersta Norrland, i Norge upp till Trondheim samt i södra och mellersta Finland.

## Etymologi
Dulcamara kommer av latin dulcis = söt och amarus = bitter, på grund av att kvistarna när de tuggas först smakar bittert men sedan sött.

## Användning
Kvistar av besksöta är användbara som läkemedel och bör insamlas den årstid då de inte bär blad.
Besksöta kommer till användning inom folkmedicinen och Extractum dulcamaræ är urindrivande och har använts som medel mot till exempel gikt, reumatism, utslag och sårnader samt som medel mot astma.

### Biverkningar
Besksöta innehåller giftet solanin som är en glykoalkaloid. Hela växten är giftig med störst koncentration i stam och blad.   Större doser (mer än tre tekoppar dagligen) av te på blad och årsskott kan leda till biverkningar som illamående, sväljsvårigheter och kramper.

## Dialekt|Bygdemål
| Namn           | Trakt              | Ref.  | Kommentar                                     |
| -------------- | ------------------ | ----- | --------------------------------------------- |
| Bittersöta     |                    | [ 5 ] |                                               |
| Bosört         | Blekinge, Bohuslän | [ 6 ] |                                               |
| Galenbär       | Skåne              | [ 7 ] |                                               |
| Galnebär       |                    | [ 8 ] |                                               |
| Giktris        | Skåne              | [ 7 ] | Huskur för behandling av gikt                 |
| Hällbär        |                    | [ 8 ] |                                               |
| Kvesved        |                    | [ 5 ] |                                               |
| Matledskvistar |                    | [ 5 ] |                                               |
| Ormbär         |                    | [ 8 ] |                                               |
| Pukaris        |                    | [ 5 ] | Djävulsris                                    |
| Pukeris        | Halland            | [ 6 ] | Puken = Hin onde, djävulen, d.v.s. djävulsris |
| Trollbär       |                    | [ 8 ] |                                               |
| Villbär        |                    | [ 8 ] |                                               |

Vid början av 1800-talet var det svenska huvudnamnet Sötbesk Solan.

## Synonymer
subsp. dulcamara
- Dulcamara flexuosa Moench.
- Dulcamara lignosa Gilib.
- Lycopersicon dulcamara (L.) Medik.
- Solanum assimile Friv.
- Solanum dulcamara f. albiflorum Farw.
- Solanum dulcamara f. albiflorum House nom. illeg.
- Solanum dulcamara f. lucidum Mathe.
- Solanum dulcamara lus. atroviolaceum Mathe.
- Solanum dulcamara subsp. pusztarum (Soó) Soó.
- Solanum dulcamara var. canescens Farwell.
- Solanum dulcamara var. hirsutum Dunal.
- Solanum dulcamara var. indivisum Boiss.
- Solanum dulcamara var. ovatum Dunal.
- Solanum dulcamara var. palustre Dunal.
- Solanum dulcamara var. pubescens N.H.F.Desp.
- Solanum dulcamara var. pusztarum Soó.
- Solanum dulcamara var. rupestre Dunal.
- Solanum dulcamara var. tomentosum W.D.J.Koch.
- Solanum dulcamara var. villosissimum Desv.
- Solanum laxum Royle.
- Solanum lyratum Thunberg.
- Solanum lyratum f. purpuratum Konta & Katsuy.
- Solanum lyratum var. filamentaceum Hayashi.
- Solanum pseudopersicum Pojark.
- Solanum ruderale Salisb. nom. illeg.
- Solanum rupestre F.W.Schmidt.
- Solanum scandens Lam. nom. illeg.
- Solanum scandens Neck. nom. illeg.
- Solanum serpentini Borbás & Waisb.

var. marinum Bab.
- Solanum dulcamara f. littorale Raab.
- Solanum littorale Raab.
- Solanum marinum. (Bab.) Pojark.